# Krista Kosonen
Krista Erika Kosonen (Espoo, 28 de maio de 1983) é uma atriz finlandesa. Ela é conhecida por estrelar nos filmes Syvälle salattu (2011), Kätilö (2015), Miami (2017) e Dogs Don't Wear Pants (2019), e por estrelar na série norueguesa da HBO, Beforeigners (2019).

## Carreira
Kosonen se formou no colégio Kallio e inicialmente realizou seus estudos teatrais na universidade popular de Lahti, pois ainda não tinha certeza se a atuação realmente era a área de interesse dela. Após um ano estudando em Lahti, ela iniciou seus estudos na Academia de Teatro de Helsinki, onde formou-se com mestrado em artes teatrais em 2009.
No teatro, seu papel mais conhecido foi realizado na peça Anna Karenina (2010) dirigido por Andri Žoldak no Teatro Municipal de Turku, que recebeu ótimas críticas e rendeu a ela o Prêmio de Reconhecimento da Fundação Teatro Municipal de Turku.
Na televisão, ela ganhou o Venla de Ouro de melhor atriz em 2011 pela atuação em Moska e em 2014 pela atuação na minissérie Toisen kanssa. Em 2019 ela foi indicada ao Venla de Ouro de melhor atriz pelo papel desempenhado na série Bullets.
No cinema, Kosonen já ganhou dois Jussi Awards de melhor atriz pelos filmes Kätilö e Miami nas premiações de 2016 e 2018 respectivamente. Além disso, ela recebeu uma indicação ao Jussi Awards em 2012 pelo filme Syvälle salattu.
O filme Kätilö também rendeu a ela prêmios de atuação no Festival Internacional de Cinema de Xangai, no Festival SUBTITLE de Cinema Europeu e no Festival de Cinema Histórico de Waterloo. Kosonen também ganhou o prêmio de melhor atriz no Festival de Cine de Terror de Molins de Rei de 2019 pelo filme Dogs Don't Wear Pants.

## Vida pessoal
Em 2014, Kosonen ficou noiva do diretor de cinema Antti J. Jokinen e eles tiveram uma filha no dia 1 de outubro de 2015. Eles se casaram em maio de 2018.

## Filmografia

### Cinema
| Ano  | Título original                     | Papel                 |
| ---- | ----------------------------------- | --------------------- |
| 2006 | Jadesoturi                          | Ronja                 |
| 2007 | Suden vuosi                         | Sari Karaslahti       |
| 2008 | Sivutyö                             | Heli                  |
| 2010 | Prinsessa                           | Christina von Heyroth |
| 2011 | Ovia ja lukkoja                     | Kassa                 |
| 2011 | Syvälle salattu                     | Julia                 |
| 2011 | Risto                               | Anna                  |
| 2012 | Tie pohjoiseen                      | Elina                 |
| 2012 | Puhdistus                           | Ingel                 |
| 2012 | Juoppohullun päiväkirja             | Tiina                 |
| 2013 | Kaikella rakkaudella                | Ansa                  |
| 2013 | Rölli ja kultainen avain            | professora de canto   |
| 2014 | Big Significant Things              | Ella                  |
| 2015 | Kätilö                              | Helena                |
| 2016 | Tappajan näköinen mies              | Pilvi Varis           |
| 2016 | Pahan kukat                         | professora            |
| 2016 | Rölli ja kaikkien aikojen salaisuus | professora de canto   |
| 2017 | Miami                               | Angela                |
| 2017 | Blade Runner 2049                   | Doxie #2              |
| 2019 | Dogs Don't Wear Pants               | Mona                  |
| 2019 | Tottumiskysymys                     | Hilla                 |
| 2020 | Helene                              | Helena Westermarck    |
| 2020 | Tove                                | Vivica Bandler        |

### Televisão
| Ano       | Título original                     | Papel                  | Notas                        |
| --------- | ----------------------------------- | ---------------------- | ---------------------------- |
| 2002      | Hurja joukko                        | Johi                   | Elenco principal             |
| 2006      | Uudisraivaaja                       | mulher rezando         | Episódio: "Tuotto-odotuksia" |
| 2007      | Suojelijat                          | Merituuli              | 5 episódios                  |
| 2008      | Suurin ja kaunein                   | Kaisa                  | Especial de TV               |
| 2009      | Uutishuone                          | Raija                  | Elenco principal             |
| 2010      | Alamaailma-trilogia: Vanki          | Satu Haapala           | Elenco principal             |
| 2010–2014 | Putous                              | vários papéis          | Elenco principal             |
| 2011      | Virta                               | Anni Kajander          | Episódio: "Oma huone 3/3"    |
| 2011      | Helppo elämä                        | Krista                 | Episódio: "Uusperhe"         |
| 2011      | Moska                               | Raita Halikko          | Elenco principal             |
| 2011–2014 | Klikkaa mua                         | Anna                   | 6 episódios                  |
| 2012      | Putous-hahmoset, missä he ovat nyt? | Mikko Zetterberg       | Telefilme                    |
| 2013      | Totuuden torvet                     | painelista             | Programa televisivo          |
| 2014      | Toisen kanssa                       | Saara Vartia           | Papel principal              |
| 2015      | Kingi                               | vários papéis          | Elenco principal             |
| 2018      | Bullets                             | Mari Saari             | Papel principal              |
| 2019      | Beforeigners                        | Alfhildr Enginnsdottir | Papel principal              |
| 2019      | Nyrkki                              | Maria Salmi            | Episódio: "Nyrkit veressä"   |
| 2020      | Makkari                             | Annika                 | 2 episódios                  |
| 2021      | Mister8                             | Maria                  | 4 episódios                  |

### Teatro
- 2006: Helsingin taivaan alla, Ryhmäteatteri
- 2006: Hyvin päättyy kaikki, Ryhmäteatteri
- 2010: Anna Karenina, Teatro Municipal de Turku
- 2010: Angels in America, Uusi teatteritila
- 2010: Vanja-eno, Klockriketeatern
- 2012: Kirsikkapuisto, Teatro Municipal de Turku
- 2012–2013: Lumikuningatar, Balé Nacional da Finlândia
- 2014–2015: Vanja-eno, Balé Nacional da Finlândia